# 中華人民共和国自然資源部

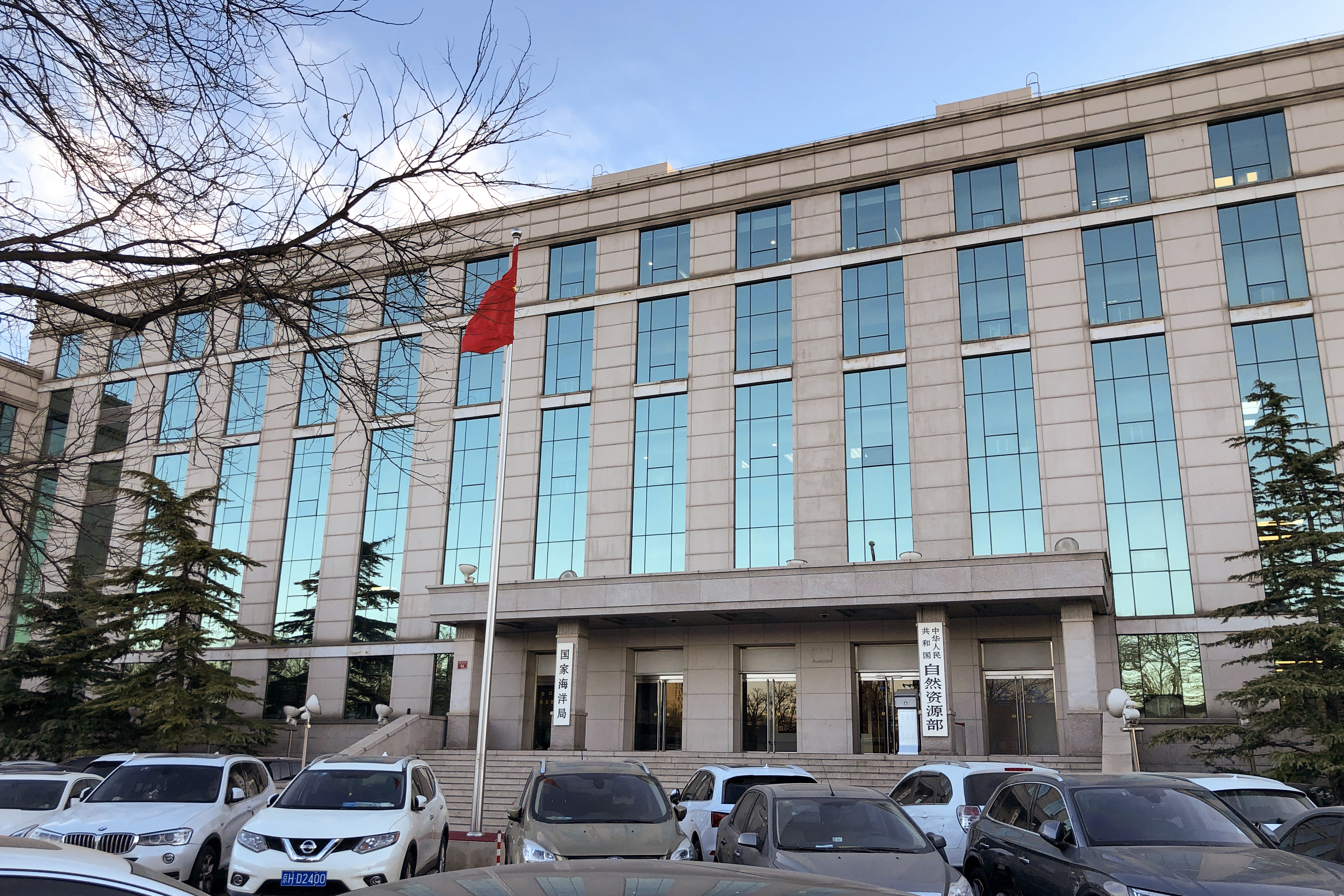
本部

中華人民共和国自然資源部（ちゅうかじんみんきょうわこくしぜんしげんぶ）は、中華人民共和国国務院に属する行政部門。土地利用政策、資源政策を管轄する。
2018年3月13日に国務院の全国人民代表大会の機構改革案で国土資源部・国家海洋局・国家測量地理情報局と統合、自然資源部を新設した。

## 組織

### 内部機構
以下の職能司（日本の省庁の内部部局にあたる）が置かれている。
- 弁公庁
- 国家土地総督察弁公室
- 政策法規司
- 企画司
- 財務司
- 耕地保護司
- 地籍管理司
- 土地利用管理司
- 地質勘査司
- 鉱産開発管理司
- 鉱産資源儲量司
- 地質環境司
- 科学技術・国際合作司
- 人事司
- 機関党委員会
- 離退休幹部局
- 法律執行監察司

### 自然資源部が管理する国家局
自然資源部が管理する国家局（日本の省庁の外局にあたる）は以下の通り。
- 国家林業草原局（副部級）
- 国家海洋局（副部級）：もともと独立した部であったが自然資源部に編入。対外向けにこの名称を継続している。
- 中国地質調査局（中国語版、英語版）（副部級）

## 歴任部長
- 周永康(1998年3月 - 1999年12月)
- 田鳳山(1999年12月 - 2003年10月)
- 孫文盛(2003年10月 - 2007年4月)
- 徐紹史(2007年4月 - 2013年3月)
- 姜大明(2013年3月 - 2018年3月)
- 陸昊(2018年3月 - 現任)